# Radna terapija
Radna terapija je zdravstvena struka koja se bavi vraćanjem osobe u njezin svakodnevni život; za vrijeme i nakon rehabilitacije, te u području prevencije.
Proces radne terapije odnosi se na: 
1. radno terapijsku procjenu (procjena aktivnosti svakodnevnog života: briga o sebi/samozbrinjavanje, produktivnost i slobodno vrijeme/razonoda/odmor, te sposobnosti potrebne da se aktivnost izvodi (motoričke, senzoričke, perceptivne, kognitivne, afektivne, duhovne, psiho-socijalne vještine) i kontekst u kojem se aktivnosti odvijaju: prostor, socijalno okružje, društveno-kuturno okružje),
2. planiranje radno-terapijske intervencije,
3. provođenje intervencije i
4. finalna procjena ili evaluacija uspješnosti terapije.

Radni terapeut svoje znanje i vještine stječe kroz trogodišnje obrazovanje na Zdravstvenom veleučilištu u Zagrebu te dodatnim edukacijama ovisno o individualnom afinitetu. Kroz rad koristi radno terapijske procjene te holistički pristupa klijentu. Postoje različiti pristupi ovisno o samom cilju i populaciji. Pa tako npr. imamo razvojni pristup, bihevioralni, kognitivni pristup, itd.
Podjela aktivnosti se odnosi na samozbrinjavanje, produktivnost i slobodno vrijeme. Terapeut svako izvođenje aktivnosti pomno promatra te provodi analizu aktivnosti – glavni alat radnog terapeuta. Analiza aktivnosti je rastavljenje neke aktivnosti na korake, a svaki korak ima svoje komponente.

## Vanjske poveznice
- Radna terapija
- Hrvatska udruga radnih terapeuta
- Ergotherapeutinnen-Verband Schweiz (EVS), Association Suisse des Ergothérapeutes
- Deutscher Verband der Ergotherapeuten
- Association Nationale Francaise des Ergotherapeutes [neaktivna poveznica]
- Verband der Diplomierten Ergotherapeuten Österreichs
- World Federation of Occupational Therapists
- Council for Occupational Therapists of the European Countries  Arhivirana inačica izvorne stranice od 1. srpnja 2007. (Wayback Machine)
- European Network of Occupational Therapy in Higher Education  Arhivirana inačica izvorne stranice od 6. ožujka 2010. (Wayback Machine)
- American Occupational Therapy Association
- Canadian Occupational Therapy Association